# Glogova (gmina Bratunac)
Glogova (cyr. Глогова) – wieś w Bośni i Hercegowinie, w Republice Serbskiej, w gminie Bratunac. W 2013 roku liczyła 848 mieszkańców.